# فيكتور روميرو
فيكتور روميرو (بالإسبانية: Víctor Romero)‏ هو لاعب كرة مضرب مكسيكي، ولد في 26 يناير 1979 في مدينة مكسيكو في المكسيك.

## روابط خارجية
- فيكتور روميرو على موقع رابطة محترفي التنس (الإنجليزية)
- فيكتور روميرو على موقع الاتحاد الدولي لكرة المضرب (الإنجليزية)
- فيكتور روميرو على موقع كأس ديفيز (الإنجليزية)
- فيكتور روميرو على موقع خلاصة التنس.كوم (الإنجليزية)